# Lisa Hartman

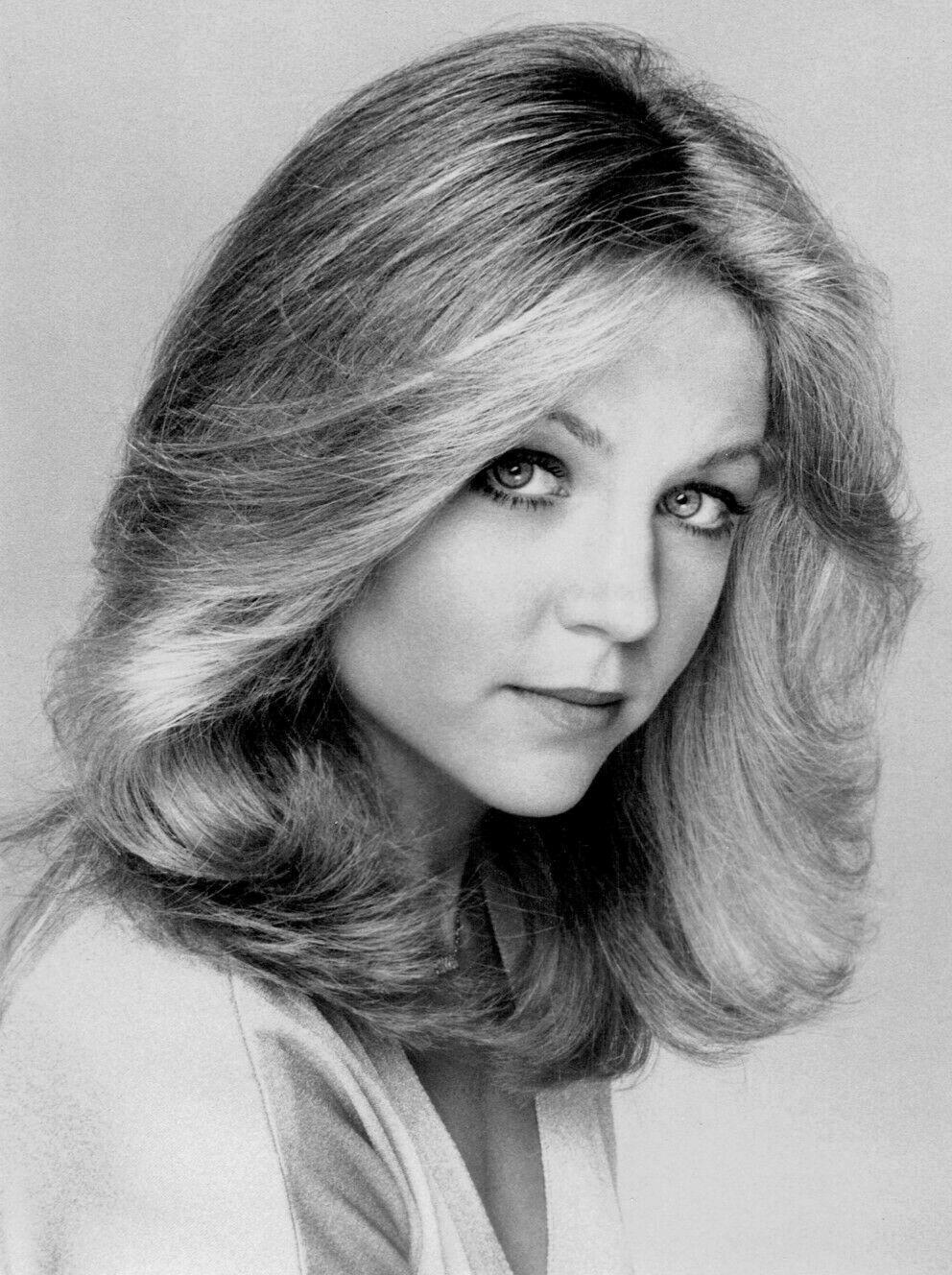
Lisa Hartman (1977)

Lisa Hartman (* 1. Juni 1956 in Houston, Texas) ist eine US-amerikanische Schauspielerin und Sängerin, die mit der Rolle der Ciji Dunne in dem Dallas-Spin-off Unter der Sonne Kaliforniens bekannt wurde.

## Familie
Lisa Hartmans Mutter, Jonni Hartman war eine erfolgreiche Produzentin im TV- und Musikbusiness. Ihr Vater Howard Hartman machte sich als Sänger und Schauspieler auf lokaler und nationaler Ebene in den USA der 1950er und 1960er Jahre einen Namen. Hartman hat eine ältere Schwester. Jonni und Howard Hartman ließen sich scheiden, als Lisa neun Jahre alt war.

## Anfänge
Lisa Hartman begleitete ihren Vater schon als Kind bei vielen seiner Auftritte. Sie sammelte so erste Erfahrungen als Sängerin des Weihnachtsliedes The Christmas Train (1961) oder auch als Schauspielerin in kleineren Theater-Stücken. 1963 trat die siebenjährige Hartman in einem Anti-Tuberkulose-Spot neben John Wayne auf. Ihre Eltern erkannten recht bald das Talent ihrer Tochter und ermöglichten ihr eine schulische Ausbildung an der High School for the Performing and Visual Arts in Houston. Im Verlauf ihres Studiums wirkte Lisa Hartman in zahlreichen Theaterstücken mit und setzte ihre schauspielerischen Akzente im Bereich Märchen-Inszenierungen für Kinder und Jugendliche. Sie trat unter anderem in einer Inszenierung von Aschenputtel und dem Kriegs- und Anti-Rassismus-Drama South Pacific auf. 1972 gründete Hartman die Rockband Lisa Hartman and Four Grand, mit der sie in diversen Holiday Inns und auf Kleinkunstbühnen auftrat. Bei einem ihrer Auftritte wurde die Songschreiberin Dene Hofheinz 1974 auf die Künstlerin aufmerksam und stellte sie wenig später dem Plattenproduzenten Jeff Barry vor.

## Karriere
Barry überzeugte sich vom Talent der jungen Sängerin und nahm sie 1975 bei dem Label Kirshner unter Vertrag. Im März 1976 erschien Hartmans Debütalbum Lisa Hartman. Trotz zahlreicher guter Kritiken, die Hartmans Sopran-Stimme sowie die bunte Mischung der Songs und einfühlsame Interpretation der balladesken Rocksongs lobten, wurde es das Album kein Erfolg. Eines der enthaltenen Lieder, die von Hartman mitgeschriebene, dramatische Ballade He Ain’t You wurde 1977 von der Country-Sängerin Lynn Anderson für deren Album I Love What Love Is Doing To Me / He Ain’t You aufgenommen. Als Single erreichte Anderson damit einen Platz 19 in den US-amerikanischen Country-Charts.

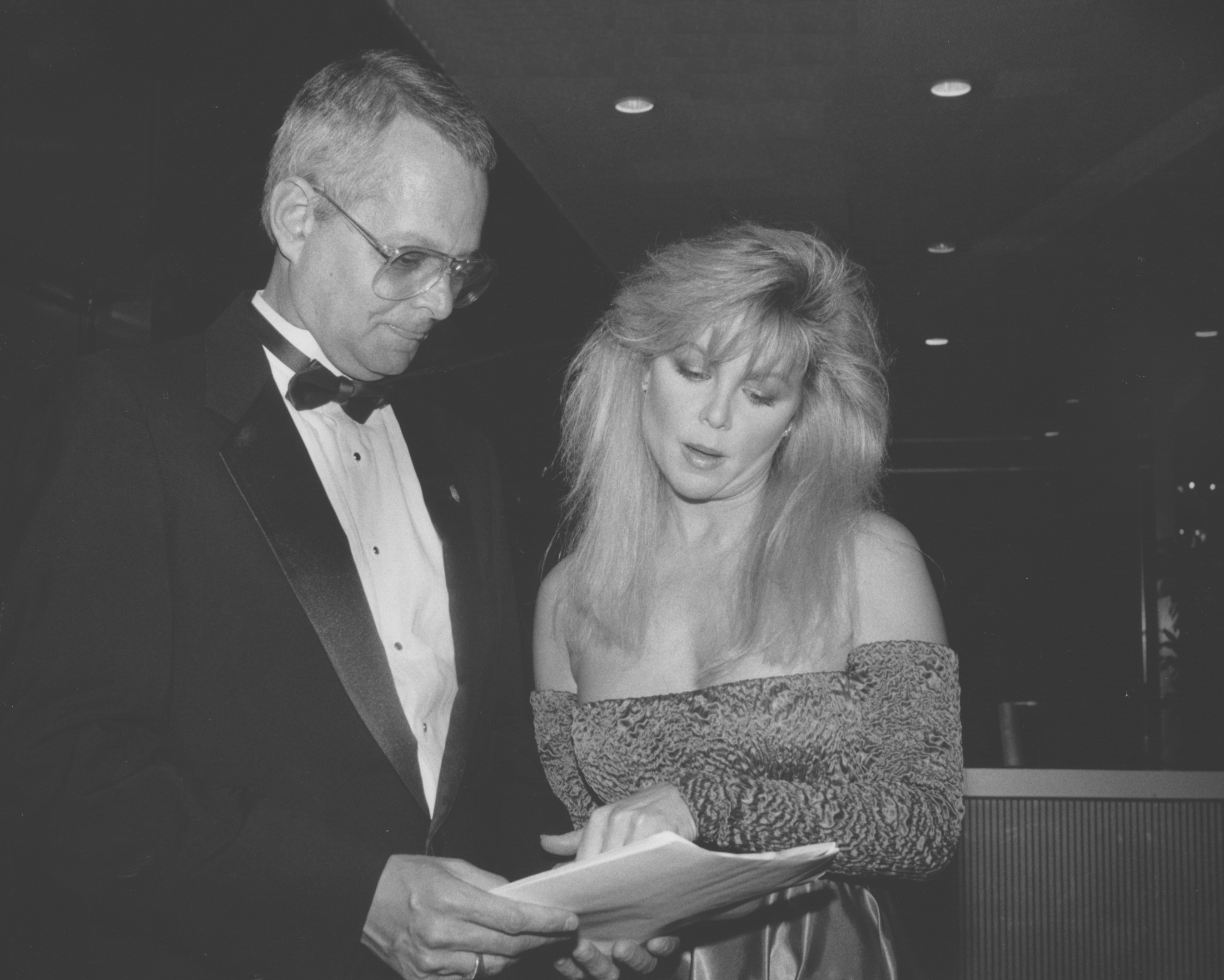
Lisa Hartman mit Ken Haines als Presenter bei der Sports Emmy Award Show in New York

Hartman nahm parallel zu ihrer Gesangskarriere diverse Fernsehrollen an und debütierte im Dezember 1976 in der Fernsehserie Police Woman. Sie war in einigen Fernsehfilmen zu sehen und übernahm dann die Titelrolle in der Sitcom Tabitha (1977–1978), einer Spin-off-Serie zum 1960er-Jahre-Klassiker Verliebt in eine Hexe. Bis Anfang der 1980er Jahre veröffentlichte Lisa Hartman diverse Singles sowie das Solo-Album Hold On (1979), war Gast diverser Familienserien wie Love Boat oder Fantasy Island und spielte in mehreren Fernsehfilmen meist junge, erfolgreiche Sängerinnen. Obwohl sie bei dieser Gelegenheit ihr zweites Album zu vermarkten versuchte, gelang ihr auch hiermit nicht der musikalische Durchbruch.
Ihre erste Kinorolle erhielt Hartman 1978 im Independent-Film Just Tell Me You Love Me, der zunächst jedoch keinen Verleih fand und erst 1980 mit mäßigem Erfolg ausgestrahlt wurde. Zu einer kommerzielleren Fernsehpräsenz verhalf die fünfteilige TV-Serie Das Tal der Puppen von 1981, gedreht nach dem Bestseller-Roman von Jacqueline Susann. Hartman nutzte die Chance dieser Rolle, um ihr neues Solo-Album Letterock zu vermarkten, indem sie als neurotische Rocksängerin Neely einige Songs davon zum Besten gab. Auf diesem erneut wenig erfolgreichen Album zeigte sich Hartman erstmals von einer rockigen Seite.
Nach einem Kinoauftritt neben Sharon Stone in Wes Cravens Tödlicher Segen (1981), wurde Lisa Hartman die Rolle der Sängerin Ciji Dunne in dem erfolgreichen Dallas-Spin-off Unter der Sonne Kaliforniens angeboten. Eigentlich wurde sie nur als Gaststar der vierten Staffel (1982–1983) engagiert. Die Einschaltquoten der Serie stiegen bis auf 19 Millionen Zuschauer an und brachten der Serie erstmals eine Top-18-Position in den Nielsen Ratings ein. Hartman wurde aufgrund dieser positiven Zuschauerresonanz nach ihrem Serientod 1983 als feste Hauptdarstellerin in die Seifenoper zurückgeholt. Nun spielte sie die Sängerin Cathy Geary und sang zahlreiche Pop-Songs der 1980er Jahre. Letterock wurde mit dem Titel Lisa Hartman – Singing Star of Knots Landing neu veröffentlicht. In der Zwischenzeit wirkte sie im Kinofilm Where The Boys Are ´84 mit und drehte im Frühjahr 1984 das Kriegsdrama The 17th Bride in Wasserburg am Inn und Israel. Dieser Film lief jenseits des Kino-Mainstream in Arthouse-Kinos und ist eine freie Verfilmung der Novelle The Bride von Ladislav Grossman.
1987 veröffentlichte Hartman ihr viertes uns bis heute letztes Solo-Album ’Til My Heart Stops bei Atlantic. Im Oktober 2008 erschien Das Album als Wiederveröffentlichung beim Label Wounded Bird. 2011 folgten ihre drei vorherigen Alben ebenfalls bei Wounded Bird.
Hartman blieb auch der Schauspielerei weiterhin treu und war bis Ende der 1990er Jahre in etlichen größeren Fernsehrollen zu sehen. So wirkte sie 1990 und 1991 beispielsweise in acht größeren Filmen wie der Miniserie 2000 Malibu Road von Joel Schumacher mit Drew Barrymore und Jennifer Beals mit, sowie im Drama Herz in Fesseln, das 1993 zu den erfolgreichsten US-amerikanischen Fernsehproduktionen zählte.
Gemeinsam mit ihrem Ehemann Clint Black stand Hartman im Fernsehfilm Cadillac Jack: Ein Cowboy gibt nie auf vor der Kamera. Die beiden traten auch als Duettpartner in Erscheinung. Sei es im ehemaligen Kriegs- und Krisengebiet Somalia, wo beide für die dort stationierten US-Truppen im Frühjahr 1993 ein Konzert gaben, oder auch als Künstler der Rock Artists Against Drunk and Driving gegen Alkoholkonsum am Steuer. Die Country-Ballade When I Said I Do bedeutete schließlich eine überraschend positive, wenn auch späte Wende in Lisa Hartmans musikalischer Laufbahn: Das gemeinsame Duett mit ihrem Ehemann erreichte Ende 1999 Platz eins der Country-Billboard-Charts und blieb mehrere Monate in den Charts. Das Lied war darüber hinaus auch in den Top 40 der Pop-Charts platziert. Hartman und Black erhielten hierfür eine Grammy-Nominierung und wurden im Mai 2000 mit dem ACM Award in der Kategorie Vocal Event of the Year ausgezeichnet. Hartman ging gemeinsam mit Black auf Tournee und nahm 2001 erneut ein Duett auf: Easy For Me To Say erschien auf Blacks Greatest Hits II und fand den Weg in die Top 20 der Country-Charts.
Seit diesen Erfolgen ist Hartman nur noch selten als Schauspielerin in Erscheinung getreten. 2005 war sie erstmals wieder in einer neuen Fernsehproduktion, Back To You And Me, zu sehen. 2012 folgte Flicka 3 – Beste Freunde.
Von September bis November 2020 nahmen Hartman und Black gemeinsam als Snow Owls an der vierten Staffel der US-amerikanischen Version von The Masked Singer teil und erreichten den zehnten von insgesamt 16 Plätzen.

## Privatleben
Am 20. Oktober 1991 heiratete Lisa Hartman den Country-Sänger Clint Black auf dessen Farm in Houston, Texas. Seitdem tritt sie als Lisa Hartman Black auf. Das Paar hat eine 2001 geborene Tochter. Lily folgte ihren Eltern ins Showgeschäft und gab im November 2020 ihr Debüt auf der Bühne der Grand Ole Opry.

## Diskografie

### Alben
- 1976: Lisa Hartman (Kirshner)
- 1979: Hold On (Kirshner)
- 1982: Letterock (RCA)
- 1987: ’Til My Heart Stops (Atlantic)

### Singles und Promos
- 1976: Saying Hello, Saying I Love You, Saying Good Bye
- 1976: Pickin´ Up The Pieces
- 1976: Kentucky Rainbows
- 1977: It Could Be Magic
- 1978: Nobody Likes Livin´ More Than I Do (A Dreamer Of Dreams)
- 1979: Walk Away
- 1982: Hiding From Love
- 1984: Where The Boys Are
- 1987: Tempt Me (If You Want To)
- 1987: The Dress
- 1988: I Don´t Need Love
- 1999: When I Said I Do
- 2001: Easy For Me To Say

### Soundtracks
- 1977: Tabitha
- 1984: Where The Boys Are ´84
- 1987: TV Stars On Record
- 1990: Navy SEALS

### Duets, Background-Vocals, Compilations
- 1994: Give Up The Keys – Rock Artists Against Drunk And Driving
- 1996: Clint Black – Greatest Hits
- 1999: D´lectrified – Clint Black
- 2001: Clint Black – Greatest Hits II
- 2007: Clint Black – Love Songs

### Musikvideos
- 1987: I Don´t Need Love
- 1992: We Tell Ourselves
- 1994: Drive My Car
- 1994: Summer´s Comin´
- 1999: When I Said I Do
- 2001: Easy For Me To Say

## Filmografie

### Kino
- 1980: Just Tell Me You Love Me
- 1981: Tödlicher Segen (Deadly Blessing)
- 1984: Beach Parties (Where the Boys Are ´84)
- 1984: The 17th Bride (Ha Khala)

### Fernsehfilme
- 1977: Mord aus heiterem Himmel (Murder At The World Series)
- 1980: Highway Chaos (Gridlock)
- 1980: Magic on Love Island
- 1980: Where the Ladies Go
- 1985: Hollywood Connection (Beverly Hills Cowgirl Blues)
- 1987: Rosen der Rache (Roses Are for the Rich)
- 1987: Die Herzensbrecher von der letzten Bank (Student Exchange)
- 1989: Schmutziges Spiel (Full Exposure: The Sex Tapes Scandal)
- 1990: Die Operation (Bodily Harm)
- 1990: Gefährlicher Stoff (The Take)
- 1990: Gestrandet auf Luahana (Bare Essentials)
- 1991: Perfect Crimes
- 1991: Feuersturm im Wolkenkratzer (Fire: Trapped on The 37th Floor)
- 1991: Space Killers (Not of This World)
- 1991: Die Rückkehr des Unbestechlichen (The Return of Elliot Ness)
- 1991: Red Wind: Fluch der Leidenschaft (Red Wind)
- 1993: Herz in Fesseln (Falsely Accused)
- 1994: Dreams of Death (Search for Grace)
- 1994: Das Kind einer anderen (Someone Else’s Child)
- 1995: Die Verblendeten (Dazzle)
- 1996: Verschleppt – Laß meinen Sohn nicht sterben! (Have You Seen My Son?)
- 1997: Suche nach der Vergangenheit (Out Of Nowhere)
- 1998: Cadillac Jack: Ein Cowboy gibt nie auf! (Still Holding On: The Legend of Cadillac Jack)
- 2005: Back to You and Me
- 2012: Flicka 3 – Beste Freunde (Flicka 3)

### Fernsehserien und Shows
- 1976: Make-Up und Pistolen (Police Woman)
- 1977–1981: Love Boat (The Love Boat, div. Episoden)
- 1977–1981: Fantasy Island (div. Episoden)
- 1977–1978: Tabitha
- 1979: Vegas (Vega$)
- 1981: Das Tal der Puppen (The Valley of the Dolls)
- 1982: T. J. Hooker
- 1982–1983: Unter der Sonne Kaliforniens (Knots Landing)
- 1983: High Performance
- 1983–1986: Unter der Sonne Kaliforniens (Knots Landing)
- 1987: The Hitchhiker
- 1988: Matlock
- 1992: 2000 Malibu Road
- 1993: Knots Landing: The Block Party
- 2000: King of the Hill
- 2005: Knots Landing: Together Again
- 2020: The Masked Singer

### Biografie-Sendungen
- 1985: Cover Story: Lisa Hartman
- 2001: Intimate Portrait: Lisa Hartman-Black